# Drymeia spinifemorata
Drymeia spinifemorata är en tvåvingeart som först beskrevs av Stein 1907.  Drymeia spinifemorata ingår i släktet Drymeia och familjen husflugor. Inga underarter finns listade i Catalogue of Life.